# Václav Šturc
Václav Šturc (* 21. August 1858 in Litovice, heute Teil von Hostivice; † 21. Februar 1939 in Prag) war ein tschechischer Politiker (KPTsch) und Journalist.

## Leben
Václav Šturcs Eltern waren der Schneider und Bauarbeiter Karel Šturc und seine Frau Barbara, geborene Stádníková. Ab 1885 war Šturc Funktionär der Sociálně demokratická strana, damals noch als eigenständige Sektion innerhalb der Sozialdemokratie Österreichs. Nach 1894 war er Redakteur der Parteizeitung Právo lidu (Volksgesetz). Nach 1918 war er Herausgeber der Wochenschrift Ženský list (Das Frauenblatt) und vertrat eine linke Position in seiner Partei. Von 1919 bis zur Auflösung der selbständigen Gemeinde Kobylisy am 1. Januar 1921 war er deren Bürgermeister.
1921 war er Mitbegründer der Kommunistischen Partei der Tschechoslowakei (KPTsch) und bis Herbst 1922 als Generalsekretär deren erster Vorsitzender. Bis 1926 war er Herausgeber verschiedener Parteizeitungen, darunter von Mladý komunista (Der Jungkommunist). In den 1920er Jahren war er auch Vorsitzender des Prager Zentralverbandes der Verbraucher und nahm im Namen des tschechischen Genossenschaftswesens auch an Sitzungen des Internationalen Genossenschaftsverbandes teil. Bei den Parlamentswahlen von 1925 gewann er für die Kommunistische Partei einen Senatssitz in der Nationalversammlung. Er war als einziger Gegenkandidat von T. G. Masaryk bei der Präsidentenwahl im Mai 1927 nominiert (er erhielt 54 Stimmen gegen 274 Stimmen von Masaryk). Im Jahr 1929 wurde er im Zusammenhang mit dem Aufstieg einer Gruppe junger, radikaler Kommunisten (der  sogenannten Buben von Karlín, tschechisch karlínští kluci), die Klement Gottwald an die Spitze der Kommunistischen Partei begleiteten, entmachtet und aus der Kommunistischen Partei ausgeschlossen.  Im Parlament wurde er Mitglied eines neuen parlamentarischen Klubs, der KPTsch (Leninisten). Šturc saß bis 1929 im Senat.
1932 kehrte er zur Sozialdemokratischen Partei zurück. Er starb 1939 im Alter von 80 Jahren in Prag.